# Deadly Deception: General Electric, Nuclear Weapons and Our Environment
Deadly Deception: General Electric, Nuclear Weapons and Our Environment és una pel·lícula documental estatunidenca dirigida per Debra Chasnoff, estrenada el 1991, i que va guanyar l'Oscar al millor curtmetratge documental el 1992.

## Sinopsi
El documental exposa els desastrosos efectes sobre la salut i el medi ambient causats per la producció nuclear de l'empresa General Electric. Mostra la contradicció entre la retòrica corporativa i les persones les vides de les quals estan devastades per les proves i la fabricació de míssils nuclears. 27 famílies d'empleats van patir casos de càncer, mentre que General Electric era conscient dels nivells de radioactivitat